# Michelle Monaghan
Michelle Lynn Monaghan (Winthrop (Iowa), 23 maart 1976) is een Amerikaanse actrice. Ze werd in 2005 genomineerd voor een Satellite Award voor haar bijrol in Kiss Kiss Bang Bang.
Monaghan trouwde in 2005 en heeft uit dat huwelijk een dochter en een zoon.

## Filmografie
- 2000: Young Americans - Caroline Busse
- 2001: Law & Order: Special Victims Unit Dana Kimble
- 2001: Perfume - Henrietta
- 2002: Boston Public - Kimberly Woods
- 2002: Unfaithful - Lindsay
- 2003: It Runs in the Family - Peg Maloney
- 2004: Winter Solstice - Stacey
- 2004: The Bourne Supremacy - Kim
- 2005: Constantine - Ellie (niet op de aftiteling)
- 2005: Kiss Kiss Bang Bang - Harmony
- 2005: Mr. & Mrs. Smith - Gwen
- 2005: North Country - Sherry
- 2006: Mission: Impossible III - Julia Meade
- 2007: The Heartbreak Kid - Miranda
- 2007: Gone Baby Gone - Angela "Angie" Gennaro
- 2008: Trucker - Diane Ford
- 2008: Made of Honor - Hannah
- 2008: Eagle Eye - Rachel
- 2010: Somewhere - Rebecca
- 2010: Due Date - Sarah Highman
- 2011: Source Code - Christina Warren
- 2011: Mission: Impossible – Ghost Protocol - Julia Meade (cameo)
- 2011: Machine Gun Preacher - Lynn Childers
- 2012: Boot Tracks - Florence
- 2012: Penthouse North - Sara
- 2014: True Detective - Maggie Hart
- 2014: Better Living Through Chemistry - Kara Varney
- 2014: Playing It Cool - Zij
- 2014: Fort Bliss - Maggie Swann
- 2014: The Best of Me - Amanda
- 2015: Pixels (film) - Violet
- 2016: Patriots Day - Carol Saunders
- 2017: Sleepless - Jennifer Bryant
- 2017: Sidney Hall - Mrs. Hall
- 2018: Mission: Impossible – Fallout  - Julia Meade

- Bibsys: 6096513
- Biblioteca Nacional de España: XX4773837
- Bibliothèque nationale de France: cb151232748 (data)
- Catàleg d'autoritats de noms i títols de Catalunya: 981058510094906706
- Gemeinsame Normdatei: 138519633
- International Standard Name Identifier: 0000 0001 1625 488X
- Library of Congress Control Number: no2004050623
- Nationale Bibliotheek van Tsjechië: xx0050276
- Nationale Bibliotheek van Israël: 987007432390805171
- Nederlandse Thesaurus van Auteursnamen: 384126138
- SNAC: w6sx6w1r
- Système universitaire de documentation: 139261966
- Virtual International Authority File: 39677076
- WorldCat: E39PBJrwVr64WGRqHq3BPPJqwC